# Црвено море (гувернорат)
Црвено море је један од 27 гувернората Египта. Заузима површину од 203.685 km². Према попису становништва из 2006. у гувернорату је живело 288.233 становника. Главни град је Хургада.

## Становништво
| 2006.   | 2012. (процена) |
| ------- | --------------- |
| 288.233 | 321.000         |